# Patos (kommun)
Patos (bestämd form Patosi) är en kommun i Fier prefektur i Albanien. Kommunen bildades vid kommunreformen 2015 genom sammanslagningen av de tidigare kommunerna Patos, Ruzhdie och Zharrëz. Kommunens säte är staden Patos. Invånarantalet är 22 959 (folkräkning från 2011), och en yta på 82,55 km2.  Det är centrum för oljeindustrin i Albanien och ligger 7 kilometer sydost om staden Fier. 

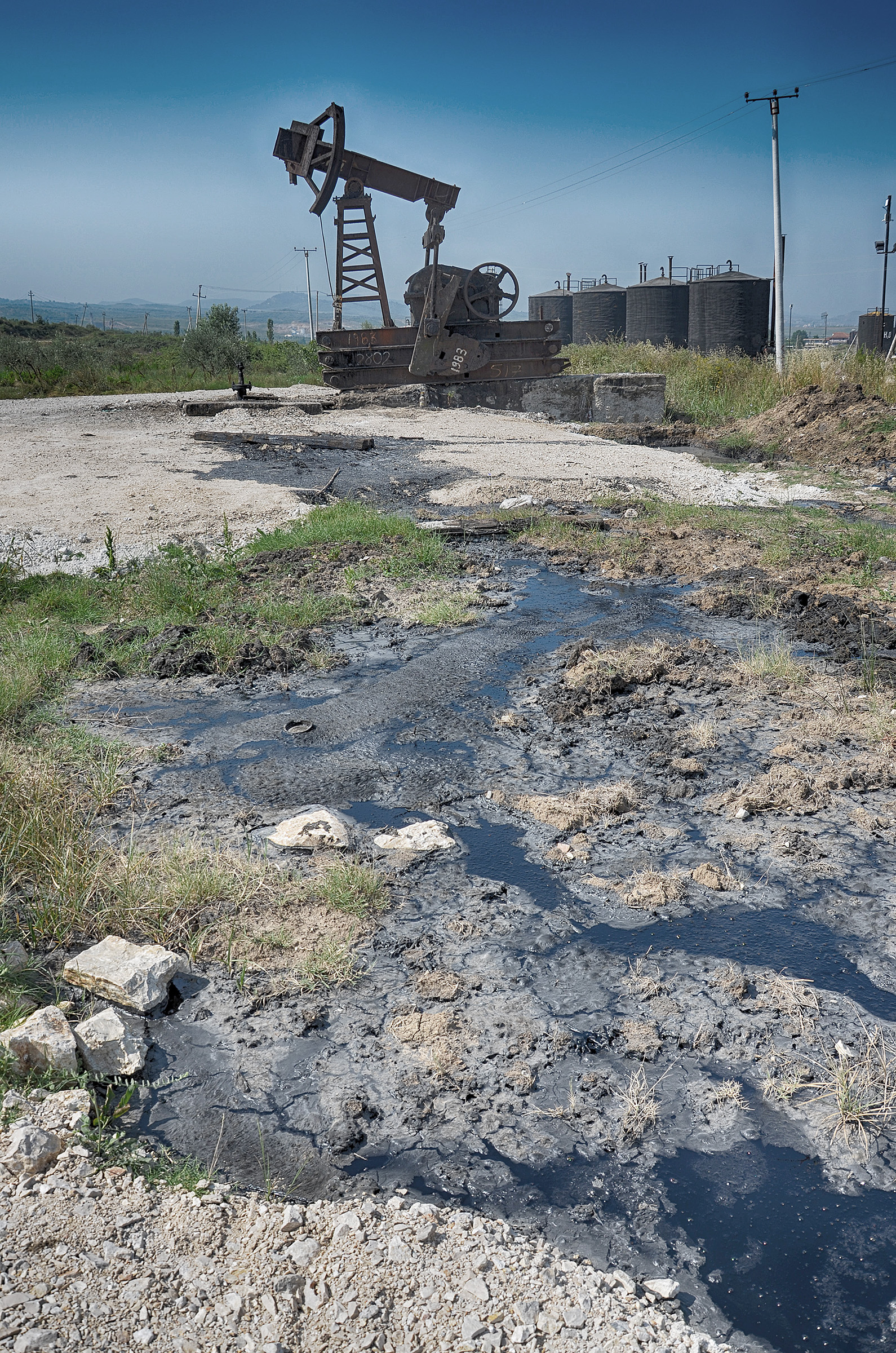
Patos-Marinza oljefält.

- Albpetrol
- Taçi Oil
- Bankers Petroleum
- Royal Dutch Shell
- Trans Adriatiska rörledningen

## Geografi
Landskapet i Patos består till hälften av kullar och berg och hälften slätter. Slätterna är odlingsbar åkermark för jordbruk och oljefält. Slätterna ligger norr om Patos medan kullarna och bergen ligger söder om. 

## Sport
I Patos är huvudsporten fotboll. Laget heter Klubi Sportiv Albpetrol. Dess sponsor och ägare är Albpetrol. Lagets hemmaarena är Alush Noga Stadium med en kapacitet på 4 000 åskådare. Laget spelar i den albanska andra divisionen.